# Революція аль-Фатех
Революція аль-Фатех, Лівійська революція 1969 року (араб. انقلاب 1969 في ليبيا) — військовий переворот лівого спрямування в Лівії, здійснений 1 вересня 1969 року підпільною армійською організацією «Вільні офіцери юніоністи-соціалісти» під загальним керівництвом полковника Муаммара Каддафі.

## Передреволюційна ситуація
У 1967 році в Лівії сталася політична криза, складовою частиною якої стало небажання монархії здійснювати соціально-економічні та державні перетворення. З травня 1969 року країна опинилася фактично без парламенту. В зв'язку з похилим віком короля Ідріса I посилилась боротьба за владу між придворними групами, за кожною з яких стояла певна західна держава, яка чинила відповідний вплив на короля.
В умовах Лівії, де національно-визвольний рух був недостатньо організований, а королівський режим придушував будь-які прояви масового невдоволення, єдино згуртованою силою, здатною успішно виступити проти монархії, була армія. Ще на початку 1960-х років в лівійській армії зародилася і почала функціонувати нелегальна Організація вільних офіцерів юніоністів-соціалістів (ОВОЮС), створена за зразком єгипетських «Вільних офіцерів». Завдання, які ставили перед собою лівійські «Вільні офіцери» (повалення монархічного режиму, звільнення від військово-політичного та економічного панування Заходу, встановлення соціальної справедливості, боротьба за арабську єдність) та їх основні гасла (свобода, єдність, соціалізм) користувалися великою популярністю серед лівійського суспільства.

## Перебіг подій
1 вересня 1969 року загони членів ОВОЮС під керівництвом новоствореної Ради революційного командування (РРК) у складі 12 офіцерів на чолі з Муаммаром Каддафі одночасно розпочали виступи в Бенгазі, Триполі та інших містах. Повстання підтримав народ міста Сабхи, який вирушив до поштамту, щоб відправити до Бенгазі телеграми підтримки. Член РРК Башир Хавваді наказав відправляти ці телеграми безкоштовно.
Того ж ранку Каддафі виступив по радіо і оголосив про повалення монархічного режиму. Нова держава отримала назву Лівійська Арабська Республіка, яка оголосила головною метою зменшити залежність від іноземного впливу. Для загального керівництва країною було утворено Раду міністрів на чолі з Махмудом Сулейманом ель-Маграбі. Згодом Аввад Хамза і Башир Хавваді сформували загін на допомогу повстанцям і встановили революційну владу по всій країні.
Король Ідріс I, який перебував на момент перевороту в Туреччині, намагався загітувати британців на військове вторгнення з метою відновити законну владу. Однак змовники захопили племінника короля і спадкоємця престолу принца Хасана ар-Ріда, який залишався в Лівії. В другій половині дня спадкоємний принц відмовився від усіх конституційних прав і закликав народ приєднатися до революційного режиму. 6 вересня Ідріс I офіційно відрікся від престолу і поселився у Єгипті.
Лівійську Арабську Республіку визнав Єгипет, потім інші арабські країни. СРСР та країни Варшавського договору зробили це через три дні після перевороту. Західних послів запевнили, що зовнішня політика Лівії не зміниться, а права іноземних громадян та компаній захищатимуться. Посли повірили, і 6 вересня новий уряд Лівії визнали Сполучені Штати.

## Наслідки
Вже 28 березня 1970 року були ліквідовані британські бази, а бази США — 11 червня того ж року. В країні були проведені соціально-економічні реформи, які звузили сферу великого приватного підприємництва. Держава взяла в свої руки продаж і розподіл нафти та нафтопродуктів, стала контролювати банки і страхові компанії, зовнішню торгівлю, промислові та будівельні підприємства, сільськогосподарські ферми, майже всі види транспорту. Однак в цей час з'явилися протиріччя всередині РРК, перш за все з питань подальшого внутрішньополітичного та економічного розвитку. Боротьба тривала між тими, хто хотів бачити Лівію парламентською республікою і тими, хто виступав за радикальні перетворення. Найгостріша криза РРК сталася у серпні 1975 року, коли майор Омар Мохейші здійснив невдалу спробу державного перевороту, втік до Тунісу, а потім знайшов політичний притулок у Єгипті.